# Arnau de Preixens
Arnau de Preixens (? — Bellpuig de les Avellanes, ~1195) fou bisbe d'Urgell entre el 1166 i 1195.
El 1195 es retirà al monestir de Bellpuig de les Avellanes, on morí i fou enterrat a l'església monàstica, sent abat del monestir Ramon.